# 切姆穆米亚赫佩特
切姆穆米亚赫佩特（Chemmumiahpet），是印度安得拉邦Cuddapah县的一个城镇。总人口31416（2001年）。

## 人口
该地2001年总人口31416人，其中男性15993人，女性15423人；0—6岁人口3808人，其中男1918人，女1890人；识字率64.65%，其中男性为73.31%，女性为55.68%。